# 汪堯卿
汪堯卿（15世紀—16世紀），字岳仲，南直隸徽州府歙縣潛口人，明朝政治人物。

## 生平
汪堯卿是正德十四年（1519年）己卯科應天鄉試第四十五名舉人，授南寧教授，陞吉安通判，判案慎重，有罪者總置法，無辜者總獲釋，陞路南州知州，離任後因父親年老不再出仕。

## 引用
1. 1 2  民國《歙縣志·卷六·人物志》：汪堯卿，字岳仲，潛口人，以舉人通判吉安，蒞政公慎，有罪者不敢廢法，或陷非辜，雖犯時忌，力為平反，轉雲南路南州知州，以父年老終不復仕。
2. ↑  民國《歙縣志·卷四·選舉志》：科目……明……（正德）十四年己卯鄉試……汪堯卿 見宦蹟
3. ↑  宣統《南寧府志·卷二十六·職官志》：明……教授……汪堯卿